# Костанайский водопровод
Костанайский водопровод (ранее Кустанайский) — групповой водопровод в Казахстане, берущий начало на реке Тобол. Длина 1380 км, суточная производительность 65,8 тыс. м³. Обеспечивает водой 41 населённый пункт и предприятия, находящихся на территории Мендикарынского, Костанайского, Фёдоровского и Сарыкольского районов. Строительство водопровода велось в СССР в конце 1970-х и 1980-х годах.